# Viola rossii
Viola rossii är en violväxtart som beskrevs av Chiovenda. Viola rossii ingår i släktet violer, och familjen violväxter. Inga underarter finns listade i Catalogue of Life.

## Bildgalleri

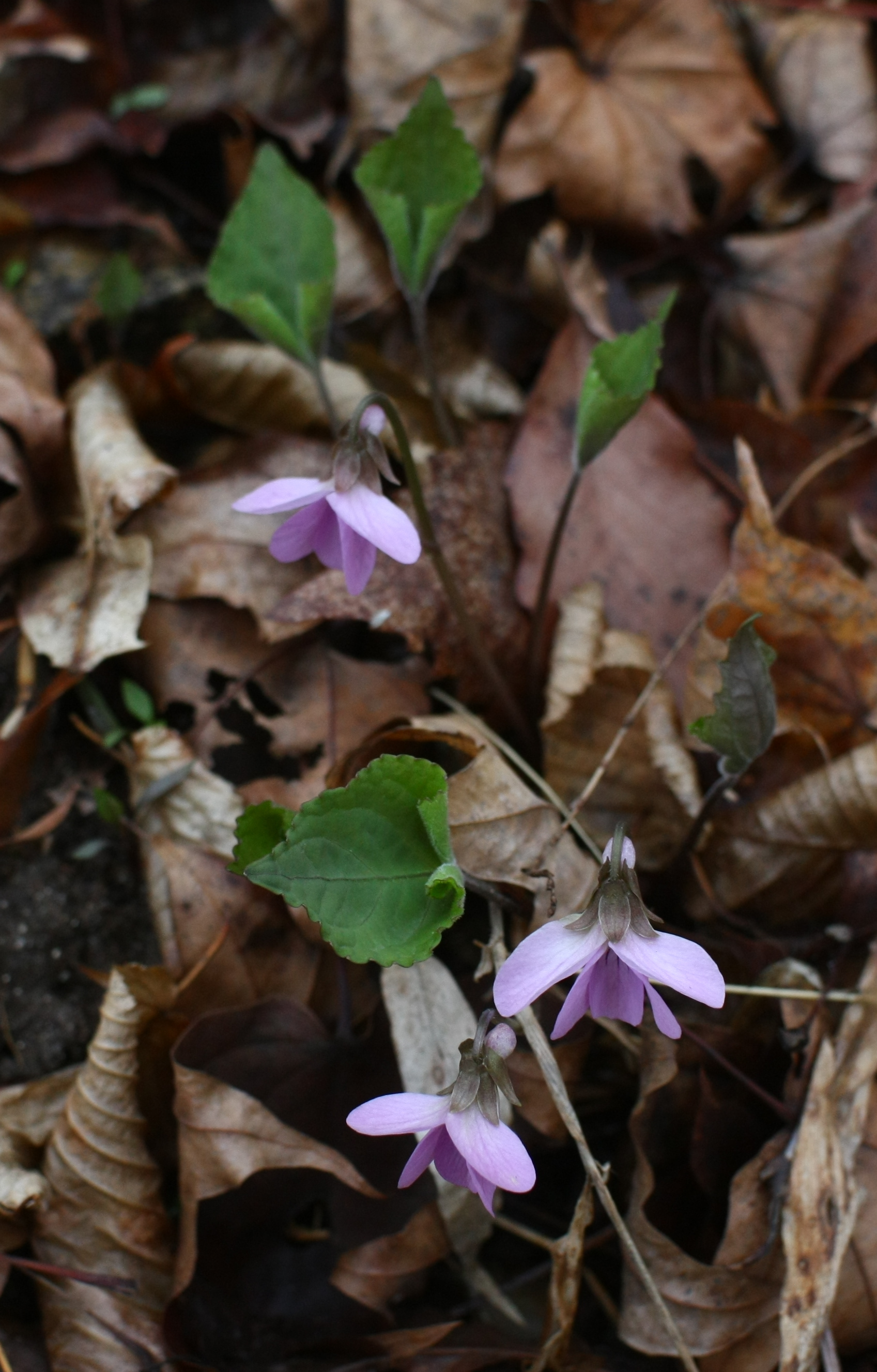